# اس‌تی‌اس-۹۲
اس‌تی‌اس-۹۲ (انگلیسی: STS-92) یکی از ماموریت‌های برنامه شاتل‌های فضایی بود که در تاریخ ۱۱ اکتبر ۲۰۰۰ از پایگاه فضایی کندی به مقصد ایستگاه فضایی بین‌المللی پرتاب شد. این ماموریت توسط شاتل دیسکاوری و برای تکمیل مونتاژ اجزا ایستگاه فضایی، انجام گرفت.